# Ceratinops
Ceratinops is een geslacht van spinnen uit de familie hangmatspinnen (Linyphiidae).

## Soorten
De volgende soorten zijn bij het geslacht ingedeeld:
- Ceratinops annulipes (Banks, 1892)
- Ceratinops carolinus (Banks, 1911)
- Ceratinops crenatus (Emerton, 1882)
- Ceratinops inflatus (Emerton, 1923)
- Ceratinops latus (Emerton, 1882)
- Ceratinops littoralis (Emerton, 1913)
- Ceratinops obscurus (Chamberlin & Ivie, 1939)
- Ceratinops rugosus (Emerton, 1909)
- Ceratinops sylvaticus (Emerton, 1913)
- Ceratinops uintanus Chamberlin, 1949